# Журавлёв, Юрий Николаевич
Ю́рий Никола́евич Журавлёв (род. 24 февраля 1939, Николаевск-на-Амуре) — российский физиолог растений, специалист в области клеточной инженерии растений. Академик Российской академии наук (2000), доктор биологических наук, профессор, директор Биолого-почвенного института ДВО РАН. 

## Награды
- Орден Дружбы (4 июня 1999 года)[1].
- Кавалер ордена Заслуг перед Республикой Польша (8 октября 2004 года, Польша)[2].